# 弁天沼 (埼玉県)

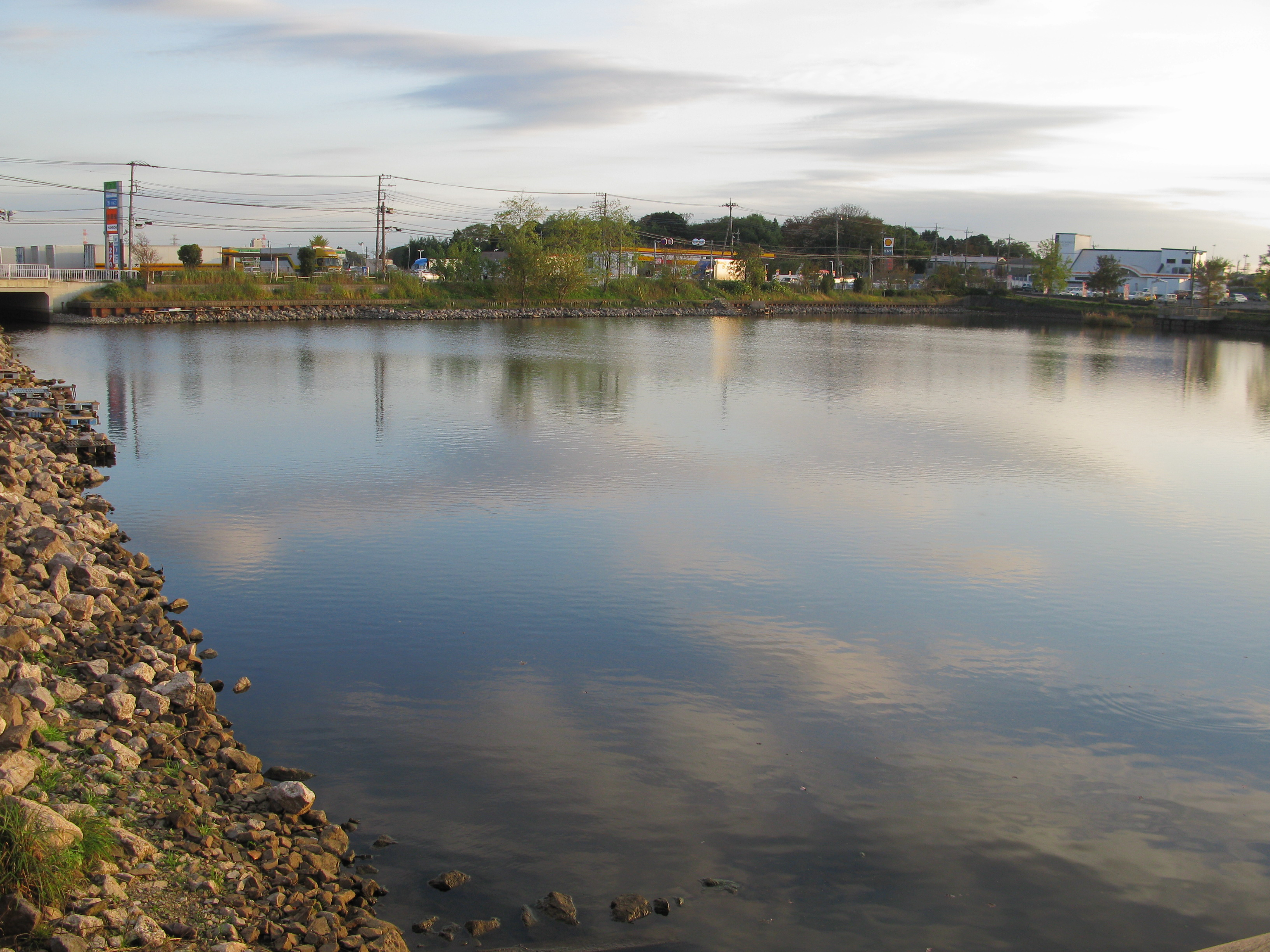
弁天沼（2011年11月）

弁天沼（べんてんぬま）は、埼玉県久喜市菖蒲町下栢間にある沼である。

## 概要
現在の弁天沼の周囲は整備され、釣り場にもなっており、農業用水のため池としても利用されている。この沼は1966年（昭和41年）7月に竣工した小林・栢間内水面特殊ほ場整備事業の結果生まれた沼である。北西より栢間堀川（中落堀）が弁天沼へ流入し、東側より栢間堀川（中落堀）として流出する。栢間堀川は下流域にて隼人堀川と称される。

## 所在地
- 〒346-0113 - 埼玉県久喜市菖蒲町下栢間